# Bazjon Trogaj
Bazjon Trogaj (16 de Junho de 1988, Albânia) é um futebolista albanês que joga como zagueiro no Besa Kavajë da primeira divisão do futebol albanês .